# Happiness (嵐)
《Happiness》是嵐的第20張單曲。於2007年9月5日發行。唱片公司為J Storm。收錄於原創專輯《Dream "A" live》及精選專輯《1999-2009 完全精選!》。

## 解說
- 主打歌為成員二宮和也、櫻井翔出演的TBS系劇集《貧窮貴公子》的主題曲。
- 連續第9張、合計第16張自身的Oricon冠軍單曲。
- 繼2月的《Love so sweet》、5月的《We can make it!》，2007年度發行的全3張單曲均為週間冠軍單曲。另外，3首均為成員主演劇集的主題曲。對於嵐而言，同一年內取得3張冠軍單曲，是自2002年《a Day in Our Life》《心情超讚》《PIKA☆NCHI》以來5年來首次。而年內發售的所有單曲都達到20萬銷量，是自2001年以來6年來首次。而此3作皆於2007年度的Oricon年度單曲榜中晉身TOP30。
- 在ORICON及COUNT DOWN TV榜中取得月間冠軍單曲。上一次已經是第2張單曲《SUNRISE日本/HORIZON》的事了。
- 松本表示「PV紀錄了五個人平日的樣子。」剪輯很多，內容圍繞玩人生遊戲、平衡球等等。而大野亦展示了其書法四段的實力，披露了親筆書寫的「幸」字。
- 在第60回NHK紅白歌合戰以組曲形式演唱（A·RA·SHI + Love so sweet + Happiness + Believe）

## 收錄曲

### 初回限定盤
1. Happiness
（作詞：Wonderland　作曲：岡田實音　編曲：北川吟）
東京廣播公司連續劇「山田太郎物語」主題曲（二宮和也、櫻井翔主演）
2. Still...
（作詞、作曲：多田慎也　Rap詞：櫻井翔　編曲：NAOKI-T）
富士電視台節目「mago mago嵐」結尾曲
3. Snowflake
（作詞：小川貴史　作曲、編曲：HYDRANT）

### 通常盤
1. Happiness
2. Still...
3. Happiness（Original Karaoke）
4. Still...（Original Karaoke）